# Ronde van Frankrijk 1906
| Route van de Ronde van Frankrijk 1906 met start in Parijs. |                         |            |
| Eindklassement                                             |                         |            |
| Algemeen klassement                                        | René Pottier            | 31 punten  |
| Tweede                                                     | Georges Passerieu       | 39 punten  |
| Derde                                                      | Louis Trousselier       | 59 punten  |
| Vierde                                                     | Lucien Petit-Breton     | 65 punten  |
| Vijfde                                                     | Émile Georget           | 80 punten  |
| Zesde                                                      | Aloïs Catteau           | 129 punten |
| Zevende                                                    | Edouard Wattelier       | 137 punten |
| Achtste                                                    | Léon Georget            | 152 punten |
| Negende                                                    | Eugène Christophe       | 156 punten |
| Tiende                                                     | Antony Wattelier        | 168 punten |
| Rode Lantaarn                                              | Georges Bronchard (14e) | 260 punten |
| Ploegenklassement                                          | Peugeot                 | -          |
| Tweede                                                     | ?                       | -          |
| Derde                                                      | ?                       | -          |

De 4e editie van de Ronde van Frankrijk ging van start op 4 juli 1906 in Parijs en eindigde op 29 juli eveneens in Parijs. Er stonden 82 renners aan de start.

## Nieuwigheden
De introductie van de bergen in de voorgaande Tour was een succes gebleken, daarom werden in dit jaar niet alleen de Vogezen maar ook het Centraal Massief en de Pyreneeën in de ronde opgenomen.
De eerste etappe eindigde in Lille terwijl de tweede etappe in Douai startte; dit was voor het eerst dat een etappe niet startte in dezelfde plaats als waar de vorige etappe eindigde.
Voor het eerst werd een ander land aangedaan. In de tweede etappe werd de grens van Duitsland overschreden in Elzas-Lotharingen (toen nog een deel van Duitsland).
Ook nieuw was de introductie van de flamme rouge (rode vlag) in deze Tour. Deze vlag moest aangeven dat de renners nog maar één kilometer van de finish waren.

## Koersverloop
René Pottier bouwde zijn overwinning op in de bergen. Net als het jaar voordien reed hij als eerste over de Ballon d'Alsace. Na een solovlucht van 220 km kwam hij in Dijon aan met 48 minuten voorsprong op zijn "leerling" Georges Passerieu. René Pottier bevestigde zijn superioriteit als klimmer op de col de Laffrey en de col Bayard. Hij zou uiteindelijk vijf ritten winnen, waarvan vier bergritten.
Tijdens de rit van Douai naar Nancy werden alle renners slachtoffer van één of meerdere lekke banden, slechts één renner bleef hiervan gespaard, namelijk Lucien Petit-Breton.
Vier renners, Gabory, Carrère, Garban en Tivache werden in Dijon uit de ronde gezet, ze hadden namelijk de trein genomen, tijdens de rit.

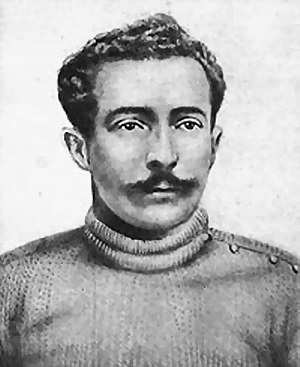
René Pottier, de winnaar van de Tour 1906.

- Aantal ritten: 13
- Totale afstand: 4545 km
- Gemiddelde snelheid: 24,463 km/u
- Aantal deelnemers: 82
- Aantal uitvallers: 68

## Belgische en Nederlandse prestaties
In totaal namen er 4 Belgen en 0 Nederlanders deel aan de Tour van 1906.

### Belgische etappezeges
- In 1906 waren er geen Belgische etappezeges

### Nederlandse etappezeges
- In 1906 waren er geen Nederlandse etappezeges

## Etappeoverzicht
| Etappe | Start     | Aankomst  | Afstand | Winnaar                  | Leider klassement |
| ------ | --------- | --------- | ------- | ------------------------ | ----------------- |
| 1      | Parijs    | Rijsel    | 275 km  | Émile Georget            | Émile Georget     |
| 2      | Douai     | Nancy     | 400 km  | René Pottier             | René Pottier      |
| 3      | Nancy     | Dijon     | 416 km  | René Pottier             | René Pottier      |
| 4      | Dijon     | Grenoble  | 311 km  | René Pottier             | René Pottier      |
| 5      | Grenoble  | Nice      | 345 km  | René Pottier             | René Pottier      |
| 6      | Nice      | Marseille | 292 km  | Georges Passerieu        | René Pottier      |
| 7      | Marseille | Toulouse  | 480 km  | Louis Trousselier        | René Pottier      |
| 8      | Toulouse  | Bayonne   | 300 km  | Jean-Baptiste Dortignacq | René Pottier      |
| 9      | Bayonne   | Bordeaux  | 338 km  | Louis Trousselier        | René Pottier      |
| 10     | Bordeaux  | Nantes    | 391 km  | Louis Trousselier        | René Pottier      |
| 11     | Nantes    | Brest     | 321 km  | Louis Trousselier        | René Pottier      |
| 12     | Brest     | Caen      | 415 km  | Georges Passerieu        | René Pottier      |
| 13     | Caen      | Parijs    | 259 km  | René Pottier             | René Pottier      |

 winnaars gele trui · 
 puntenklassement · 
 bergklassement · 
 jongerenklassement · 
 tussensprintklassement · 
 combinatieklassement · 
 ploegenklassement · 
 strijdlust · 
rode lantaarn
records · meeste deelnames · ranglijst etappewinnaars · bekende beklimmingen · valpartijen · dopinggevallen · Grand Départ · Souvenir Henri Desgrange
1903 · 
1904 · 
1905 · 
1906 · 
1907 · 
1908 · 
1909 · 
1910 · 
1911 · 
1912 · 
1913 · 
1914 ·
1915 ·
1916 ·
1917 ·
1918 · 
1919 · 
1920 · 
1921 · 
1922 · 
1923 · 
1924 · 
1925 · 
1926 · 
1927 · 
1928 · 
1929 · 
1930 · 
1931 · 
1932 · 
1933 · 
1934 · 
1935 · 
1936 · 
1937 · 
1938 · 
1939 · 
1940 ·
1941 ·
1942 ·
1943 ·
1944 ·
1945 ·
1946 ·
1947 · 
1948 · 
1949 · 
1950 · 
1951 · 
1952 · 
1953 · 
1954 · 
1955 · 
1956 · 
1957 · 
1958 · 
1959 · 
1960 · 
1961 · 
1962 · 
1963 · 
1964 · 
1965 · 
1966 · 
1967 · 
1968 · 
1969 · 
1970 · 
1971 · 
1972 · 
1973 · 
1974 · 
1975 · 
1976 · 
1977 · 
1978 · 
1979 · 
1980 · 
1981 · 
1982 · 
1983 · 
1984 · 
1985 · 
1986 · 
1987 · 
1988 · 
1989 · 
1990 · 
1991 · 
1992 · 
1993 · 
1994 · 
1995 · 
1996 · 
1997 · 
1998 · 
1999 · 
2000 · 
2001 · 
2002 · 
2003 · 
2004 · 
2005 · 
2006 · 
2007 · 
2008 · 
2009 · 
2010 · 
2011 · 
2012 · 
2013 · 
2014 · 
2015 · 
2016 · 
2017 · 
2018 · 
2019 ·
2020 · 
2021 · 
2022 · 
2023 · 
2024 · 
2025